# 山田宗継
山田 宗継（やまだ むねつぐ）は、戦国時代の武将。日向伊東氏の家臣。日向国新山城主。
伊東義祐に仕え、荒武宗代、荒武宗会等と共に御陣人数積衆を務めた。
永禄10年（1567年）、美々田合戦に従軍したが、杉尾左近允、村角右衛門尉、川越玄蕃允等と共に戦死した。